# Knife Fight
Pour plus de détails, voir Fiche technique et Distribution.
Knife Fight (ou La fosse aux lions au Québec), est un film américain réalisé par Bill Guttentag, sorti en 2012.

## Fiche technique
- Titre original : Knife Fight
- Titre québécois : La fosse aux lions
- Réalisation : Bill Guttentag
- Scénario : Bill Guttentag, Chris Lehane
- Décors : Michael E. Goldman
- Costumes : Arielle Antoine
- Photographie : Stephen Kazmierski
- Montage : Robert Dalva
- Musique : Sister Bliss
- Production : Catherine Davila, Daniel Davila, Guerrino De Luca
  - Production déléguée : William Green
  - Production associée : Eric Kolovson, Adam Vuaran
- Société(s) de production : Divisadero Pictures, Knife Fight
- Société(s) de distribution :  IFC Films
- Budget : 
  - 7 000 000 $ US[1]
- Pays d'origine : États-Unis
- Année : 2012
- Langue originale : anglais
- Format : couleur – Dolby Digital
- Genre : drame
- Durée : 100 minutes
- Dates de sortie : 
  -  États-Unis : 25 avril 2012 (Tribeca Film Festival)

## Distribution

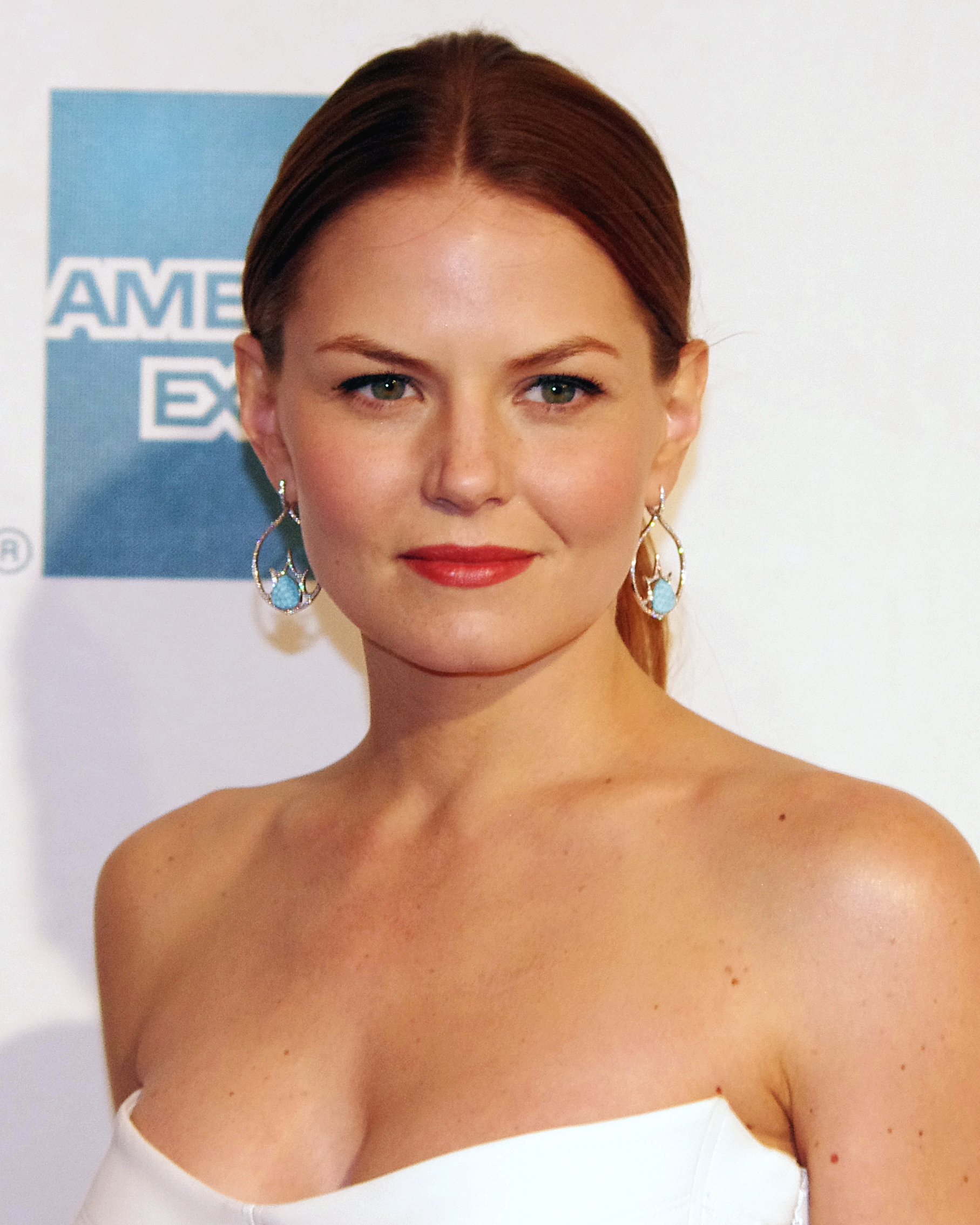
L'actrice Jennifer Morrison, pour la présentation du film au Festival du film de Tribeca 2012.

- Julie Bowen (VQ : Anne Bédard) : Peaches O'Dell
- Jennifer Morrison (VQ : Geneviève Désilets) : Angela Anderson
- Jamie Chung (VQ : Ariane-Li Simard-Côté) : Kerstin Rhee
- Rob Lowe (VQ : Gilbert Lachance) : Paul Turner
- Amanda Crew : Helena St. John
- Carrie-Anne Moss (VQ : Nathalie Coupal) : Penelope Nelson
- Saffron Burrows (VQ : Marika Lhoumeau) : Sophia
- Frances Shaw : Samantha
- Eric McCormack (VQ : Pierre Auger) : Larry Becker
- Richard Schiff (VQ : Marc Bellier) : Dimitris Vargas
- Michelle Krusiec : Shannon Haung
- Shirley Manson : Nicole
- David Harbour (VQ : François L'Écuyer) : Stephen Green
- Kurt Yaeger (en) : Oliver Kennedy
- Brandon Scott : Max
- Melissa Stephens : Christina
- Ryan Alosio : Johnny Russo
- Davey Havok : Jimmy McSorley
- David Fine : Tommy

Source et légende : Version québécoise (VQ) sur Doublage Québec.